# Ігрок
Ігро́к (25 березня 1968, Олександрійський кінний завод, СРСР — 1991, Деркульський кінний завод, Україна) — жеребець української верхової породи, відомий завдяки своїм спортивним досягненням у виїздці. Під сідлом Юрія Ковшова здобув «золото» та «срібло» Літніх Олімпійських ігор 1980 року.

## Життєпис
Народився у березні 1968 року на Олександрійському кінному заводі. Батьком Ігрока був Гуніб (Хрусталь — Гундін), а матір'ю — Інфра ІІ (Хобот — Інфра І). Проміри — 167х192х21. У 1970 році коня було перевезено до Середньої Азії. Ігрок показував непогані результати в тренінгу і вже у віці п'яти років брав участь в Чемпіонаті Європи з триборства, однак визначних успіхів там не досяг, отримавши брок на ногу. Жеребця було вирішено перевести в змагання з конкуру, де він тримав ще одну травму та ніяк себе не проявив.
Завдяки зусиллям Олександра Ковшова кінь повністю відновився від важких травм та з 1975 року почав виступи під сідлом Ковшова-молодшого. Того року вони зайняли 10 місце на Спартакіаді народів СРСР, що дозволило Юрію потрапити до лав збірної СРСР. Втім, молодому вершнику не довіряли, вважаючи його недостатньо досвідченим, тож напередодні Літніх Олімпійських ігор 1976 у Монреалі Ігрока забрали під Івана Калиту, у якого стосунки з конем, на жаль, не склалися, через що жеребець так і залишився на Іграх запасним. Ковшовим коня повернули в жахливому стані — він був виснажений як морально, так і фізично.
У 1978 році напередодні Чемпіонату світу в Англії жеребця передали Михайлу Копєйкіну, який спільної мови з ним також не знайшов. Ігрок повернувся додому ще в жахливішому стані, ніж за два роки до того. Після тривалого лікування він все ж повернувся до змагань, але з іншими наїзниками, окрім Ковшова, більше не працював аж до 1984 року.
1980 рік став зірковим часом і для Ігрока, і для Юрія Ковшова. На Олімпійських іграх 1980 в Москві вони здобули «срібло» в індивідуальному заліку та «золото» у командних змаганнях, а наступного року додали до свого активу «бронзу» чемпіонату Європи. У 1984 році з конем спробувала працювати Віра Місевич, однак її спроба, як і спроби усіх інших наїзників, закінчилася невдачею.
Після завершення спортивної кар'єри Ігрок був жеребцем-виробником на Олександрійському, Лозовському та Деркульському кінних заводах. Саме на останньому він і помер у 1991 році.

## Спортивні результати[2]
| Рік  | Змагання                                   | Місто      | Вершник          | МО | МК |
| ---- | ------------------------------------------ | ---------- | ---------------- | -- | -- |
| 1982 | Чемпіонат світу з виїздки 1982             | Лозанна    | Юрій Ковшов      | 10 | 6  |
| 1981 | Чемпіонат Європи з виїздки 1981            | Лаксенбург | Юрій Ковшов      | 8  | 3  |
| 1980 | Літні Олімпійські ігри 1980                | Москва     | Юрій Ковшов      | 2  | 1  |
| 1973 | Чемпіонат Європи з кінного триборства 1973 | Київ       | немає відомостей | ?  | ?  |